# Torre Santa Susanna
Torre Santa Susanna is een gemeente in de Italiaanse provincie Brindisi (regio Apulië) en telt 10.588 inwoners (31-12-2004). De oppervlakte bedraagt 55,1 km², de bevolkingsdichtheid is 192 inwoners per km².

## Demografie
Torre Santa Susanna telt ongeveer 3659 huishoudens. Het aantal inwoners daalde in de periode 1991-2001 met 4,7% volgens cijfers uit de tienjaarlijkse volkstellingen van ISTAT.
| Jaar | Inwoneraantal |
| ---- | ------------- |
| 1991 | 11.137        |
| 2001 | 10.614        |

## Geografie
De gemeente ligt op ongeveer 72 meter boven zeeniveau.
Torre Santa Susanna grenst aan de volgende gemeenten: Erchie, Mesagne, Oria, San Pancrazio Salentino.